# Wieden

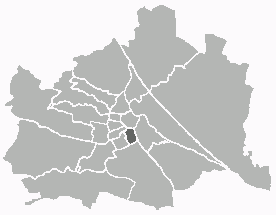
Poloha Wiedenu na mapě Vídně

Wieden ( [ˈviːdn̩]) je 4. městský obvod (německy 4. Bezirk) Vídně. Nachází se na jižním okraji historického města, zhruba mezi Karlsplatz a Hlavním nádražím. Vznikl začleněním dřívějšího předměstí Wieden do hlavního města v roce 1850, avšak od té doby se jeho hranice měnily.

## Dějiny

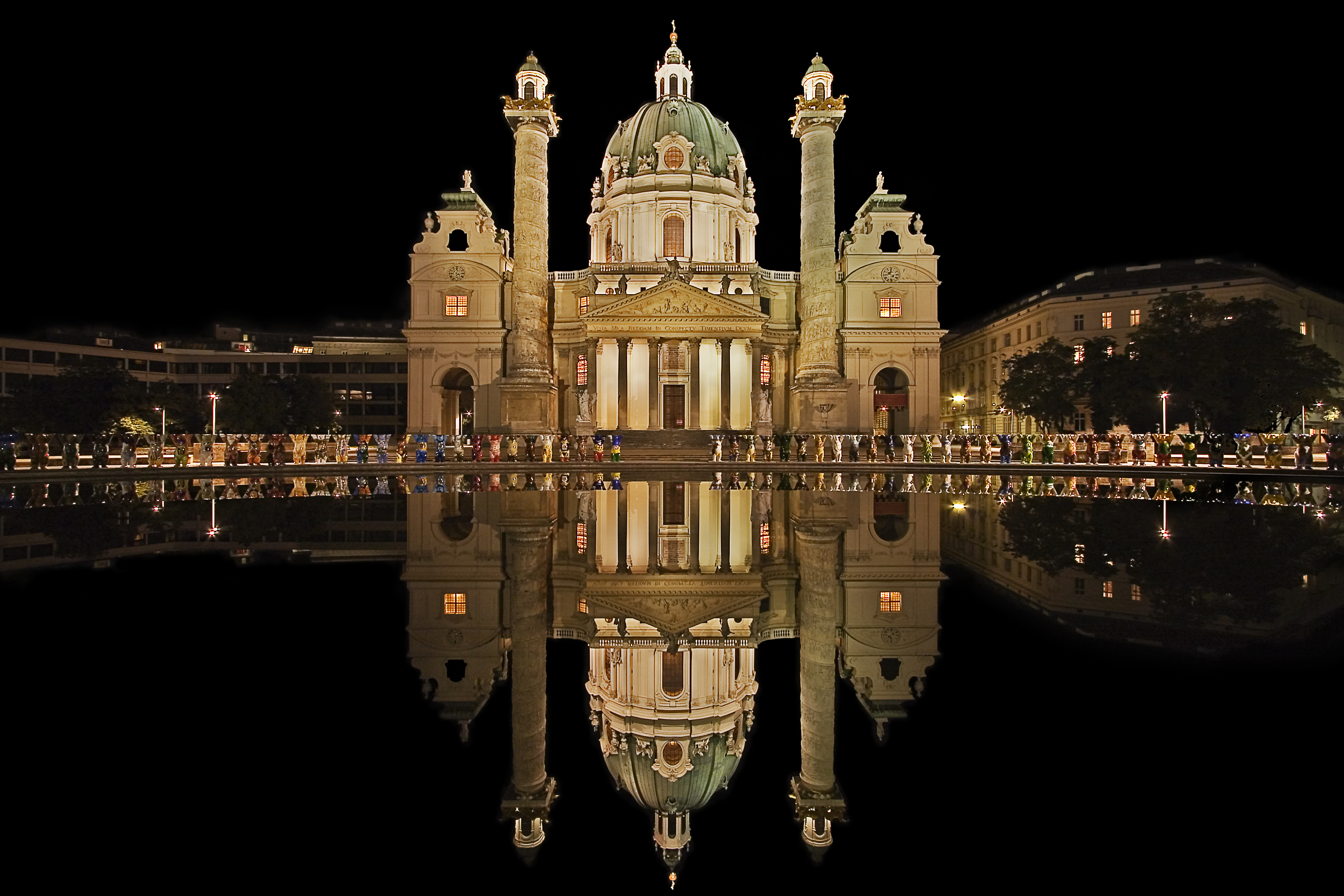
Kostel sv. Karla v noci

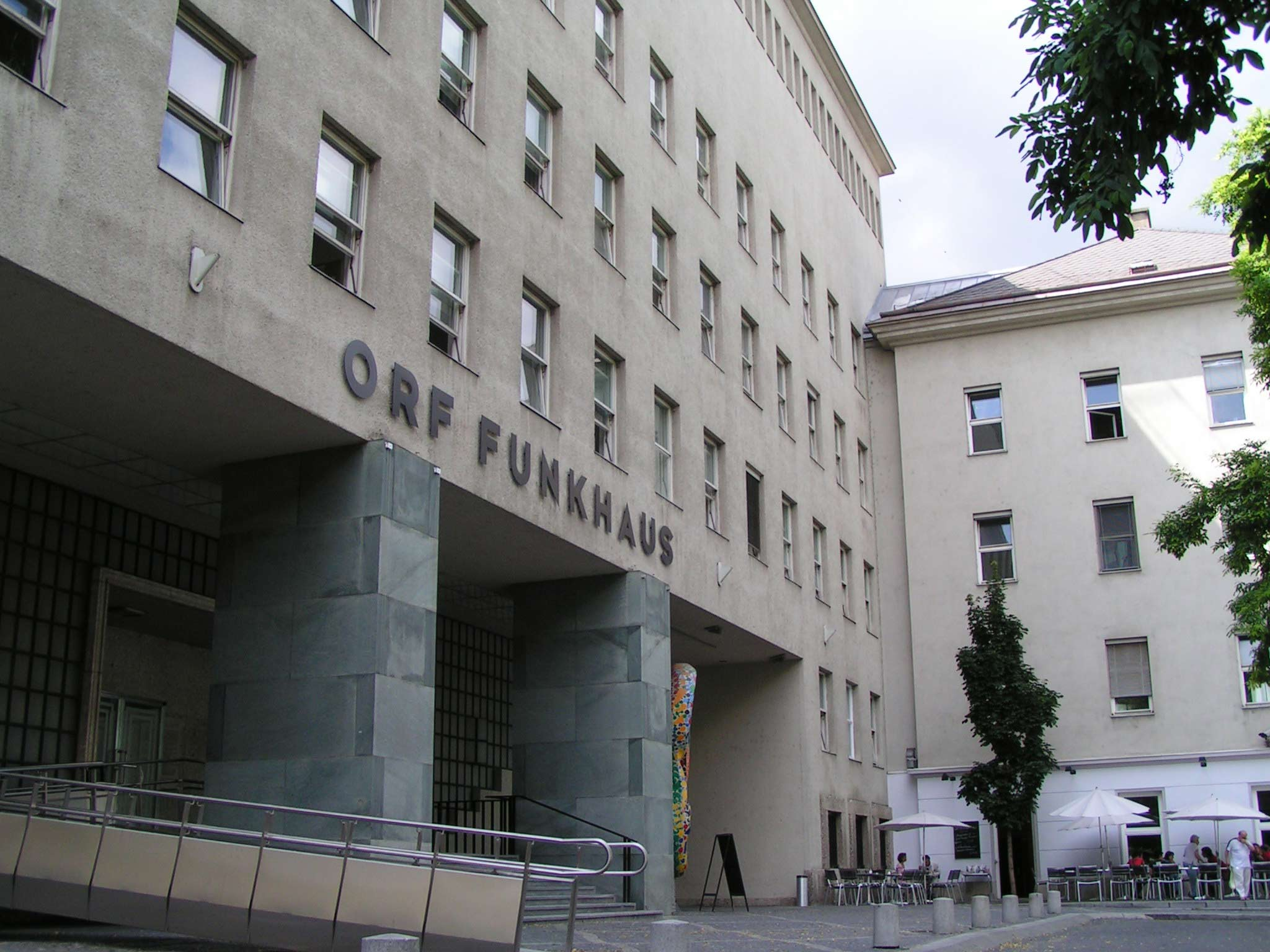
Sídlo rozhlasové stanice - ORF Funkhaus ve Wiedenu

Název Wieden je poprvé zmíněn v roce 1137, a je tudíž nejstarším předměstím (Vorstadt) někdejšího města uvnitř hradeb (Innere Stadt) Vídně. Hlavní ulice (Wiedner Hauptstraße) je ještě staršího data. Území obvodu bylo někdejší královské a císařské letní sídlo, dokončené za panování Ferdinanda II. a později bylo mnohokrát rozšiřováno až do doby Marie Terezie, která ho prodala jezuitům. Dnes je zde Theresianum, prestižní soukromá internátní škola, v jejíž budově sídlí rovněž Diplomatická akademie ve Vídni.
Na počátku 18. století začal rozvoj předměstí Wieden. V té době zde vzniklo mnoho paláců a budov. V místě dnešního čtvrtého obvodu bývala dvě malá předměstí Hungelbrunn a Schamburgergrund.
Tyto tři lokality ještě s mnoha dalšími byly začleněny do velké Vídně souhrnně jako čtvrtý obvod 6. března 1850. Kvůli sociálním a ekonomickým rozdílnostem byla roku 1861 ze čtvrtého obvodu vydělena část Margareten.
Tzv. Freihaus postavený v roce 1700 a největší obytná a činžovní budova své doby se skromným bydlením až pro tisíc lidí stála právě zde. Už v 19. století byla v tak špatném stavu, že se uvažovalo o zboření, které se však uskutečnilo teprve 1937 a poslední zbytek, za války poškozený bombami byl stržen roku 1968. V posledních letech byl původní název obnoven pro nové budovy Technické univerzity a dal tak identitu místním barům, restauracím a maloobchodníkům.
Během spojenecké okupace po druhé světové válce byl obvod Wieden v letech 1945-1955 součástí sovětské okupační zóny Vídně.
Ve Wiedenu rovněž sídlí Vídeňská technická univerzita se svou hlavní správní budovou na Karlově náměstí a nedaleký přidružený kampus v 6. obvodě přes Wienzeile.

## Pamětihodnosti
- Freihaus - velký bytový komplex z 18. století
- Karlskirche: (Kostel svatého Karla) slavný barokní kostel s kopulí a dvěma sloupy v průčelí
- Naschmarkt: největší vídeňské tržiště (kdysi ovocný a zeleninový trh, dnes jsou zde hlavně bary a restauranty)
- Budova stanice metra Karlsplatz: secesní stavba podle projektu Otto Wagnera
- Tereziánská akademie ve Vídni (Theresianum) v paláci Nová Favorita
- Vídeňské muzeum: muzeum dějin Vídně
- Budova ORF: hlavní budova rakouského rozhlasu a televize.

## Zajímavosti
Od názvu předměstí a městské části Wieden se pravděpodobně odvozuje neobvyklý český název celé rakouské metropole. Stejně jako Wieden je i české "Vídeň" ženského rodu.
Ve wiedenském Freihausu bylo v letech 1787 - 1801 divadlo Fraihaustheater, či Theater auf der Wieden, divadlo na předměstí Vídně, česky známé jako Divadlo na Vídeňce, kde měla 30. září 1791 premiéru Mozartova opera Kouzelná flétna. Opera zde pak měla ještě 223 repríz.

## Slavné osobnosti

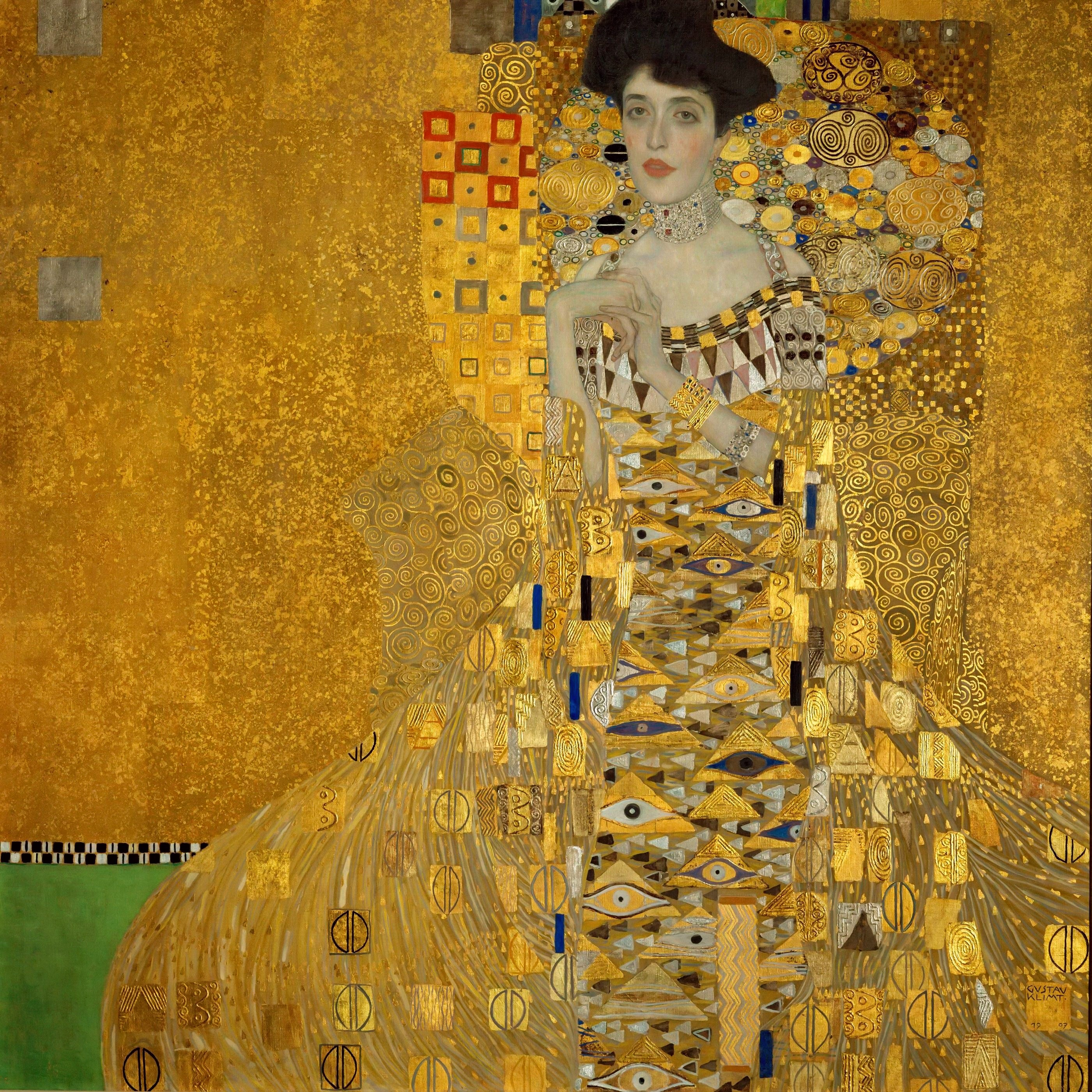
Adele Bloch-Bauerová na slavném portrétu "Zlatá Adele" Gustava Klimta z roku 1907

- Christoph Willibald Gluck (1714–1787), žil zde
- Cäcilia Cordula Weberová, rozená Stamm (1727 – 1793), matka Constanze Weberové, manželky Wolfganga Amadea Mozarta, zemřela zde
- Joseph Ulrich Danhauser (1780 - 1829), rakouský nábytkář, otec Josefa Danhausera
- Emanuel Schikaneder (1751–1812), německý impresario
- Josephine Haas (1783, Burglengenfeld - 1846), německo-rakouská filantropka, žila a zemřela zde
- Johann Matthias Ranftl (1804–1854), rakouský herec, narodil se zde
- Josef Feid (1806–1870, Weidling), rakouský malíř, narodil se zde
- Adalbert Nikolaus Fuchs (1814, Wieden - 1886, Kritzendorf), rakouský vědec v oblasti zemědělství, narodil se zde
- Johann Strauss ml. (1825 – 1899), skladatel lehčí hudby, žil zde
- Johann Heinrich Steudel (1825–1891, Weikersdorf), politik, narodil se zde (Schaumburgergrund, dnes Wieden)
- Johannes Brahms (1833–1897), německý skladatel, žil zde
- Karl Lueger (1844–1910), vídeňský primátor, narodil se zde
- Rosa Mayreder (1858–1938), rakouská volnomyšlenkářská spisovatelka, malířka, hudebnice a feministka
- Ferdinand Bloch-Bauer (1864, Praha–1945, Curych), pražský rodák, cukrovarník a milovník umění, žil zde s manželkou Adele
- Karl Kraus (1874, Jičín–1936), rakouský spisovatel a novinář, jeden z předních německojazyčných satiriků 20. století, žil zde